# Epic Music
Epic Music (zu Deutsch: Epische Musik) ist ein modernes, maßgeblich von klassischer und romantischer Musik beeinflusstes Musikgenre, das starke Ähnlichkeiten zu anderen modernen Genres (insbesondere der Film- und Trailermusik) aufweist. Unter anderem zeichnet sich Epic Music durch einen Fokus auf emotionale Tiefe und hohe musikalische Intensität aus. Ähnlich wie auch Film- oder Videospielmusik beschränkt sich das Genre nicht ausschließlich auf orchestrale Klänge, sondern enthält häufig elektronische (hybride) Elemente und menschliche Stimmen.

## Geschichte

### Anfänge
Die ersten Trailermusik-Firmen, aus denen später Epic-Music-Produzenten hervorgingen, entstanden in den 1990er Jahren. Bis etwa 2010 wurden so eine Reihe an Alben und Tracks veröffentlicht, die vorerst aber lediglich für kommerzielle Zwecke, insbesondere für die Filmindustrie, verfügbar waren. Erst zwischen 2005 und 2010 gelang es einigen Komponisten, mit ihren Kompositionen größere öffentliche Bekanntheit zu erlangen, u. a. durch Trailer für Filme als auch für Großveranstaltungen, wie etwa die olympischen Spiele. Einen bedeutenden Meilenstein markierte der Titel Heart of Courage des US-amerikanischen Studios Two Steps From Hell, der selbst Menschen, denen die Genrebezeichnung nicht geläufig ist, bekannt ist, und als wohl bekanntester Vertreter der Epic Music angesehen werden kann.
Den Namen Epic Music erhielt das Genre durch die Fangemeinde, nachdem Komponisten erfolgreich begonnen hatten, ihre ersten Alben außerhalb der Industrie zu vermarkten. Globus (Album Epicon) begann damit 2008, gefolgt von Immediate Music mit Trailerhead und später mit Nu Epiq. Auf Fan-Anfragen reagierte auch Two Steps from Hell mit ihrer ersten Album-Veröffentlichung Invincible. Hier zeigte sich erstmals, dass das Genre auch bei einer breiteren Masse Anklang fand, wobei die Musik anfangs als Trailer- und Filmmusik vermarktet wurde. Im Zuge weiterer Veröffentlichungen wuchs auch die Fangemeinde und das Genre erreichte in den 2010er und 2020er Jahren durch das Internet schließlich weltweit Bekanntheit.

### Heute
Neben Trailermusik bildet Epic Music ein eigenständiges Genre. Eine genaue Abgrenzung ist allerdings nicht immer möglich, da Epic Music-Tracks häufig als Trailermusik lizenziert werden. Obwohl die Hörer epischer Musik in den meisten Fällen auch Trailer- und Filmmusik hören, da sich diese in ihrem Stil wenig unterscheiden, weiß die Gemeinde diese Arten von Musik zu differenzieren. Zudem weist Epic Music ebenfalls Gemeinsamkeiten zur Piano- und neoklassischen Musik auf, grenzt sich aber von ihnen ab.
Da das Genre relativ jung ist, konnten sich hier viele neue Komponisten etablieren. Ebenso profitieren Promotionskanäle auf YouTube von der Popularität des Genres, indem sie kurze Filme (Edits), Playlisten und einzelne Werke anderer Komponisten veröffentlichen und so unbekanntere Künstler promoten. Im Englischen hat sich hierfür der Begriff EMCs (Epic Music Channels) etabliert.

## Merkmale
Epic Music zeichnet sich durch die Kombination von orchestralen mit elektronischen Elementen aus, die in ihrer Spielweise oftmals sehr intensiv sind und einen Fokus auf eine starke emotionale Wirkung beim Zuhörer legen. Das ergibt eine breite Palette an musikalischen Ausdrucksmöglichkeiten, die von getragener, langsamer Musik bis hin zu sehr schnellen und energiegeladen Stücken (oft als Battle Music bezeichnet) reichen.
Das Fundament bilden die Sektionen der Streicher und Blechbläser. Im Gegensatz zu klassischer Orchestermusik werden Holzbläser oft übergangen oder, wenn überhaupt, lediglich in einzelnen Passagen als Soloinstrumente eingesetzt. Oftmals kommen synthetische Elemente wie elektronische Bässe und Pads zum Einsatz.
Ebenfalls charakteristisch (und abgrenzend zu anderen orchestralen Genres) ist der umfassende Einsatz von rhythmischen Instrumenten, wobei diese häufig nicht dem Repertoire des europäischen Sinfonieorchesters entstammen, sondern anderen Stilen und Kulturen entnommen sind. Ein weiteres Merkmal ist die Arbeit mit wenigen, klar erkennbaren und wiederkehrenden Hauptthemen (im Gegensatz zur deutlich komplexeren klassischen Musik). Dadurch gilt Epic Music als sehr einprägsam und ähnelt in ihrer Komplexität und ihrem Aufbau eher moderner Pop- oder Rockmusik.
Im Gegensatz zu Film- und Videospielmusik dient Epic Music nicht in erster Linie der Untermalung eines anderen Mediums, sondern steht als eigenständiges Werk im Vordergrund. Dadurch weisen die Stücke häufig eine klare Struktur auf, die bei Musik, die sich an eine rasch entwickelnde Handlung anpassen muss, nicht unbedingt gegeben ist.

## Subgenres
Im Folgenden sind die häufigsten Stile epischer Musik aufgelistet. Die Kategorisierungen haben sich innerhalb der Fangemeinde herausgebildet und wurden von Künstlern zur genaueren Bezeichnung der eigenen Werke übernommen – sie stellen aber keine wissenschaftliche Einteilung dar; ebenso sind die Grenzen unklar, da Epic Music-Tracks häufig Elemente aus mehreren Subgenres kombinieren.

### Vocal (Gesang)
Diese Tracks enthalten Gesang. In der Regel ist damit besonders prominenter Sologesang ähnlich dem in Genres wie Pop gemeint – der bloße Einsatz von Chören oder von menschlichem Gesang ist ein genredefinierendes Merkmal der Epic Music, allerdings in den meisten Fällen nicht hinreichend zur Klassifikation als Vocal Track, da er hier in der Regel nicht als eigenständiges Hauptelement betrachtet wird, sondern der Untermalung der Melodie und somit als rein klangliches Element dient.

### World
World integriert Elemente des Folk und anderer traditioneller Musik, oft etwa in Form keltischer, asiatischer, afrikanischer oder nordischer Einflüsse. Häufig wird z. B. auf kulturspezifische Percussion-Instrumente (Taikos, Rahmentrommeln oder Djembes) oder Solo-Instrumente wie Flöten (z. B. Tin Whistles, Duduk, Bansuri oder Quena) und traditionelle Gesänge zurückgegriffen. Immer wieder zur Diskussion steht dabei der Begriff der kulturellen Aneignung, da – in den Augen der Kritiker – Instrumente nicht-westlicher Herkunft ohne Rücksicht auf die zugrundeliegenden kulturellen Hintergründe (etwa kulturspezifische rhythmische Konventionen, Tonarten oder Spielweisen) mit westlicher Musiktheorie „vermischt“ werden.

### Hybrid/Rock
Tracks dieses Stils enthalten nicht-orchestrale Elemente der EDM und anderen Genres elektronischer Musik sowie Rock und Metal. Insbesondere letztere weisen aus musiktheoretischer Sicht eine relativ nahe Verwandtschaft zu klassischer Musik auf und fügen sich daher nahtlos in das Genre Epic Music ein. Zudem gilt Metal naturbedingt als sehr energiegeladene Musikrichtung, was sich gut mit der kraftvollen Natur von Epic Music verträgt. Häufig werden auch elektronische Elemente, insbesondere Synthesizer und Sound-Design-Elemente, über die Orchesteraufnahmen gelegt (sog. Layering), was eine musikalische Intensität erzeugt, die mit einem klassischen Sinfonieorchester nicht zu erreichen wäre.

## Bekannte Komponisten
Die folgenden Komponisten vermarkten sich selbst als Epic Music-Produzenten, u. a. mit Mottos wie „The home of Epic Music“, „Where Epic Music lives“ etc.
- 2WEI
- 8Dawn Music
- ADN Compositions
- Aeralie Brighton
- Alex Pfeffer
- All Good Things
- Antti Martikainen
- Attila Ats
- Audiomachine
- AudioNetwork
- Axl Rosenberg
- Brand X Music
- Brian Tyler
- BrunuhVille
- C21 FX
- Chris Haigh
- Christian Baczyk
- Christian Reindl
- Chroma Music
- City Of The Fallen
- Clint Mansell
- Colossal Trailer Music
- Confidential Music
- Corner Stone Cues
- Daniel Lenz Music
- Danny Cocke
- Dean Valentine
- Dylan C. Jones
- E.S. Posthumus
- Edward Bradshaw
- End Of Silence
- Epic Mountain
- Epic North
- Epic Score
- Eternal Eclipse
- Eurielle
- Future World Music
- Gareth Coker
- Globus
- Gothic Storm
- Hans Zimmer
- Hi-Finesse
- IMAscore
- Immediate Music
- Instrumental Core
- Ivan Torrent
- J2
- James Paget
- Jeremiah Pena
- Jo Blankenburg
- Josh Mobley
- J. T. Peterson
- Junkie XL
- Kevin Riepl
- Marcus Warner
- Marcin Przybylowicz
- Mark Petrie
- Nick Murray
- Nick Phoenix
- Phantom Power Music
- Phil Rey Gibbons
- Position Music
- Q-Factory
- Really Slow Motion
- Secession Studios
- Sonic Librarian Music
- Sonic Symphony
- Steve Jablonsky
- The Spiritual Machines
- Thomas Adam-Habuda
- Thomas Bergersen
- Tony Anderson
- Two Steps From Hell
- Varien
- Zack Hemsey